# Till I Come Back to You
Till I Come Back to You é um filme de drama mudo norte-americano de 1918, dirigido por Cecil B. DeMille. Este filme é preservado na George Eastman House.

## Elenco
- Bryant Washburn - Capitão Jefferson Strong
- Florence Vidor - Yvonne
- Gustav von Seyffertitz - Karl Von Drutz
- Winter Hall - King Albert
- George Stone - Jacques
- Julia Faye - Susette
- Lillian Leighton - Margot
- Clarence Geldart - Coronel
- Mae Giraci - Rosa
- C. Renfeld - pai da Rosa
- William Irving - Stroheim
- Frank Butterworth - Hans
- Monte Blue